# Loxilobus luzonicus
Loxilobus luzonicus är en insektsart som beskrevs av Bruner, L. 1915. Loxilobus luzonicus ingår i släktet Loxilobus och familjen torngräshoppor. Inga underarter finns listade i Catalogue of Life.